# Gran Premio de l'Écho d'Alger
El Gran Premio de l'Écho d'Alger es una antigua carrera ciclista francesa disputada en Argelia, siendo territorio francés, y organizado por el periódico L'Écho d'Alger.
De 1929 a 1936, el gran premio se disputó como carrera por etapas.

## Palmarés
| Año       | Vencedor           | Segundo             | Tercero              |
| 1928      | Paul Filliat       | J. Saurin           | P. Heilles           |
| 1929      | Léon Fichot        | Paul Filliat        | J.B. Cassan          |
| 1930      | Ernest Neuhard     | Julien Moineau      | Antonin Magne        |
| 1931      | Albert Büchi       | Léon Fichot         | André Djillali       |
| 1932      | Pierre Magne       | Marcel Colleu       | Antonin Magne        |
| 1933      | Roger Lapébie      | André Godinat       | Georges Vey          |
| 1934      | Luciano Montero    | Lucien Weiss        | Marcel Blanchon      |
| 1935      | Maurice Archambaud | André Vanderdonckt  | André Deforge        |
| 1936      | Georges Speicher   | Raymond Louviot     | Demetrio Vicente     |
| 1937      | Demetrio Vicente   | Lucien Lauk         | Amédée Fournier      |
| 1938      | Jules Rossi        | Raoul Lesueur       | Julián Berrendero    |
| 1939      | Fabien Galateau    | Paul Maye           | Raymond Louviot      |
| 1940-1946 | No se disputó      |                     |                      |
| 1947      | Maurice De Muer    | Robert Chapatte     | A. ou J. Orosco      |
| 1948      | Roger Queugnet     | Édouard Fachleitner | Victor Pernac        |
| 1949      | José Beyaert       | Roger Lambrecht     | Camille Danguillaume |
| 1950      | Louison Bobet      | André Mahé          | Ange Le Strat        |
| 1951      | André Mahé         | André Darrigade     | Maurice Diot         |
| 1952      | Bernard Gauthier   | Maurice Diot        | Attilio Redolfi      |
| 1953      | Pierre Michel      | Jacques Dupont      | Antonin Rolland      |
| 1954      | Raoul Rémy         | Bernard Gauthier    | Louison Bobet        |
| 1955      | André Darrigade    | Jean Forestier      | Antonin Rolland      |
| 1956      | Seamus Elliott     | André Darrigade     | Bernard Gauthier     |